# Meierguss
Meierguss (Eigenschreibweise MeierGuss) ist die gebräuchliche Bezeichnung für einen deutschen Metallverarbeitungskonzern unter der Muttergesellschaft Meier Vermögensverwaltungs GmbH & Co. KG. Das Unternehmen mit Sitz im nordrhein-westfälischen Rahden stellt in eigenen Gießereien insbesondere Metall-Bauteile für den Kanalisations- und Straßenbau her. Neben diesem Infrastrukturguss ist Meierguss aber auch im Industrieguss als Zulieferer für andere Unternehmen aktiv. Neben Rahden sind das benachbarte Varl, das hessische Limburg an der Lahn und das polnische Stąporków Unternehmensstandorte.

## Geschichte
Heinrich Meier († 2010) gründete das Unternehmen 1956 als Großhandelsbetrieb für Kanalisationsbauteile in Bochum, es produzierte von Anfang an aber selbst auch Betonfertigteile für dieses Einsatzfeld. 1960 erfolgte der Umzug nach Rahden, wo eine eigene Gießerei eröffnet wurde. 1970 wurde im Rahdener Ortsteil Varl eine Betonfertigung in den Betrieb genommen. 1975 erfolgte der Einstieg in die Herstellung von Gussteilen für den Straßenkanalbau. Wichtige Erweiterungsschritte waren die Inbetriebnahme eines Kupolofens im Jahr 1987 und die weitgehende Automatisierung der Betonfertigung in Varl im Jahr 1992, in deren Verlauf das Außenlager auf rund 3 ha erweitert wurde.
Seit 2007 betreibt das Unternehmen die eigene Neuentwicklung von Produkten, verbunden mit der Einrichtung einer Modellbauabteilung. Im Folgejahr wurde in Varl ein vollautomatisches Hochregallager in den Betrieb genommen.
2009 übernahm Meierguss das Unternehmen Buderus Kanalguss in Limburg, seit 2012 MeierGuss Limburg. 2013 wurde ein eigenes Schulungszentrum eröffnet.

## Produkte
Meierguss versteht sich insbesondere als Gießereiunternehmen mit dem Schwerpunkt Infrastrukturguss. Da solche Elemente häufig aus Metall und Beton bestehen, ist die Herstellung und Verarbeitung von Beton der zweite Arbeitsschwerpunkt. Nach eigenen Angaben gehört das Unternehmen insbesondere bei Bauteilen für die Entwässerung von versiegelten Flächen und zum technischen Baumschutz im Straßenraum zu den deutschen Marktführern. Die Produktpalette umfasst unter anderem Schachtdeckel, Baumschutzgitter, Pflanzkübel, Abdeckungen für Kabelschächte und Systeme zur Grobreinigung von Straßenabwässern. Eine Besonderheit sind auf Kundenwunsch künstlerisch gestaltete Kanaldeckel, beispielsweise mit Stadtwappen.
Darüber hinaus werden für Industriekunden auch Produkte im Grau- und Sphäroguss hergestellt. Dieses Arbeitsfeld ist am Standort Limburg gebündelt.

## Konzernstruktur
Die Muttergesellschaft Meier Vermögensverwaltungs GmbH & Co. KG ist jeweils zu 100 % Eigentümerin der Heinrich Meier Eisengießerei GmbH & Co. KG, der Heinrich Meier Eisengießerei Verwaltungs GmbH, der Heinrich Meier Logistik Beteiligungs GmbH, der Heinrich Meier Eisengießerei Beteiligungsgesellschaft mbH und der Meier Staporkow SBZOO. An der Gesellschaft MeierGuss Sales & Logistics GmbH & Co. KG ist sie mit 63,71 % beteiligt.
Komplementär der Meier Vermögensverwaltungs GmbH & Co. KG ist die Meier Vermögensverwaltungs Beteiligungs GmbH. Deren einziger Gesellschafter ist eine Privatperson.